# 35-й окремий стрілецький батальйон (Україна)
35-й окремий стрілецький батальйон (35 ОСБ, в/ч А4048) — підрозділ у складі Сухопутних військ Збройних сил України.

## Історія
Батальйон було сформовано у Тернополі. Входить до складу 61 Окремої Степової механізованої бригади.
Батальйон брав участь у боях на Сумщині, охороняв кордон з Росією. Брав участь у боях під Бахмутом, зокрема у Кліщіївці, Андріївці, Часовому Яру.
В серпні 2023 музею національно-визвольної боротьби Тернопільщини передали бойовий прапор 35 окремого стрілецького батальйону.

## Командування
- (2022†) полковник В'ячеслав Кравчук. Загинув 15 травня під час російського вторгнення[3][4].

## Втрати

### 2022
- 15 травня 2022 — В'ячеслав Кравчук, полковник, командир батальйону.[3]

### 2023
- 24 лютого 2023 — Григорій Семілетков, солдат. Загинув біля селища Велика Новосілка на Донеччині.[5]
- 8 травня 2023 - Юрій Бачинський, 46 років. Солдат, стрілець-санітар 1 стрілецького відділення 1 стрілецької роти. Загинув на Донеччині, поблизу міста Часів Яр[6].
- 5 липня 2023  - Володимир Наконечний, 54 роки. Солдат, оператор-радіотелефоніст 1 відділення розвідувального взводу 35-го окремого стрілецького батальйону. Загинув в районі населеного пункту Кліщіївка  під Бахмутом на Донеччині[7].
- 6 вересня 2023 - Зливко Юрій Дмитрович, 51 рік. Солдат. Загинув поблизу н.п. Знам’янка Донецької області[8].
- 7 жовтня 2023 — Ратновський Костянтин. 3 квітня 1981, м. Тернопіль. Навідник 3-го відділення кулеметного взводу. Загинув в Харківській області [9].
- 20 жовтня 2023 — Шишко Андрій Володимирович. 53 роки, м. Кривий Ріг. Молодший сержант. Загинув під час виконання бойового завдання, на Харківщині від пострілу снайпера [10]

### 2024
- 26 січня 2024 — Торлупа Олександр Анатолійович («Дядя Саша»). Помер у лікарні під час лікування захворювання.[11][12]
- 6 липня 2024 — Глюз Володимир Омелянович. 54 роки, с. Петриків [13].
- 15 жовтня 2024 - Рудик Анатолій Михайлович, 48 років. Солдат, стрілець 1-го стрілецького відділення 3-го стрілецького взводу 1 стрілецької роти. Помер в селі Велика Лука Тернопільського району Тернопільської області внаслідок захворювання[14].